# ZAN9LIVE
ZAN9LIVE(ザンキュウライブ)は、日本のライブ支援ポータルサイト。UstreamやJustin.tvを利用したライブ配信環境を提供し、
動画視聴者とのIRCを利用したチャット機能やチャットを配信画面に映し出す機能などがある。
一般に「ザンク」、「ザンキュウ」(ザンキュー)などと呼称されている。現在サイトは閉鎖されている。管理人はzan9。サイト名はザンキュウで、管理人名はザンクという読み方が正しい。

## 概要
ZAN9LIVEではライブ配信支援、チャット機能は全て無料で利用できる。配信者はメンバー登録が必要、視聴者はメンバー登録無しで視聴できる。
アクセスの割合は、日本94.0%・香港5.10%・その他の国0.90%、徐々にではあるが日本以外からのアクセスも増えている(2011年7月20日現在)。
メンバー登録をしている配信者の数は、1640人(2011年8月2日現在)。
日本の配信者JeJeがニコニコ生放送の番組内で、｢Ustream画面にコメントを流せる人｣を募集し、リスナーであったzan9がそれに応える形で始まる。ZAN9LIVE最初の登録者はJeJe。
UstTodayも利用している。
2011年10月に悪意ある第三者による大量の不正アクセスを受け、ホスティング会社よりアクセス制限が入る。その影響により一時サイトを閉鎖したが、現在はサーバを移転し、再開している。
アクセス解析は公開されており、誰でも自由に閲覧することが可能である。
2012年6月にUstreamより、live.zan9.comがドメイン制限(拒否)対象となり、Ustreamが表示できなくなる。対策としてドメインをlive.zan9.comからch.zan9.comへ変更している。
2014年3月28日をもってサイト閉鎖。。

## 登録方法
1. Ustreamのアカウントを用意する
登録にはUstreamのアカウントが必要となる(Justin.tvのアカウントだけでは、登録できない)。
2. 新規登録ページで必要項目を入力して申請する
3. 管理人による番組の確認後、不備がなければ登録完了

## 沿革
- 2010年（平成22年）
  - 5月 - クローズドベータ版
  - 6月1日 - 正式オープン(パブリックベータ版)
  - 12月2日 - 2代目プレイヤー導入
  - 12月13日 - ZAN9ALERT公開
- 2011年（平成23年）
  - 3月4日 - 3代目プレイヤー導入
  - 4月8日 - ZAN9WIKI開始
  - 6月18日 - ツイートボタン実装
  - 6月28日 - アンケート機能実装
  - 9月25日 - 4代目プレイヤー導入
  - 10月2日 - Android対応開始
  - 10月18日 - 不正アクセスの影響により、サイトを一時閉鎖
  - 10月18日 - サーバ移転・再開
  - 10月18日 - アクセス解析公開開始
- 2012年（平成24年）
  - 2月7日 - ランキングの自動更新化
  - 2月15日 - トップページに「あんくる」実装
  - 6月20日 - Ustreamよりlive.zan9.comがドメイン規制(拒否)対象になる
  - 6月23日 - ドメインをlive.zan9.comからch.zan9.comへ変更
  - 7月27日 - 5代目プレイヤー導入
- 2014年（平成26年）
  - 3月28日 - サイト閉鎖

## 主要機能
- ZAN9プレイヤー
  - ライブ映像画面にコメントを流す
  - 視聴者数の表示
  - 音量調節
  - フルウィンドウ表示
  - コメント表示ON/OFFの切り替え
- 配信ページ作成
  - 背景画面の変更
  - LINK設置
- 固定ハンドルネーム作成
  - 番組用のハンドルネームやリスナーが自由なハンドルネームをつける事が可能
- ランキング
  - 番組の視聴者数によって順位をつける
  - 300秒ごとにランキングが自動更新される
- あんくる
  - 放送中の番組を300秒ごとにランダムに表示する
  - トップページに設置されている

## 公式ツール
- ZAN9ALERT

登録したZAN9LIVE・ニコニコ生放送の放送開始時にポップアップ形式でお知らせしてくれるツール。Adobe AIRで開発されている。

## マスコットキャラクター
- アンク

ZAN9LIVEを萌え擬人化したマスコットキャラクター。MATSUDA98デザイン。トップページ横に表示されている。